# 고지라 (프랜차이즈)
고지라(일본어: ゴジラ, 영어: Godzilla (franchise))는 영화, TV 시리즈, 소설, 만화책, 비디오 게임 및 기타 상품에 등장한 일본 괴수이다. 영화 시리즈는 핵 방사능으로 깨어나 동력을 얻는 선사 시대 파충류 괴수인 허구의 괴수 고지라를 중심으로 진행된다. 영화 시리즈는 1954년부터 다양한 길이의 공백기를 거치며 계속 제작되어 온 "가장 오랫동안 지속되는 영화 시리즈"로 기네스 세계 기록에 등재되어 있다. 고지라 영화는 38편으로, 도호가 제작 및 배급한 일본 영화 33편, 미국 영화 5편이다. 하나는 트라이스타 픽처스에서 제작하고 4개의 영화(Monsterverse 프랜차이즈의 일부)는 레전더리 픽처스에서 제작한다.
원작인 고지라 (1954년 영화)(Godzilla)는 혼다 이시로가 감독하고 공동 각본을 맡았으며 1954년 도호를 통해 개봉했다. 이 영화는 이 장르의 영향력 있는 고전이 되었다. 당시 일본과 관련된 정치적, 사회적 분위기를 담고 있다. 1954년 영화와 특수 효과 감독 츠부라야 에이지는 고지라(1954년) 개봉 이후 일본 영화 산업에 필수적이 된 실용적인 특수 효과 영화 제작 기술인 특수 효과의 템플릿을 확립한 공로를 크게 인정받았다. 북미 개봉을 위해 이 영화는 1956년에 고질라 3 - 괴수의 왕로 현지화된다. 일본 원본 영상과 함께 편집된 레이먼드 버의 새로운 영상을 선보였다.
영화의 인기로 인해 영화 시리즈는 텔레비전, 음악, 문학, 비디오 게임 등 다른 미디어로 확장되었다. 고지라는 전 세계적으로 일본 대중 문화에서 가장 잘 알려진 상징 중 하나이자 일본 영화의 잘 알려진 측면이 되었다. 또한 일본 엔터테인먼트에서 인기 있는 괴수 및 특사츠 하위 장르의 첫 번째 사례 중 하나로 간주된다.
영화마다 톤과 주제가 다르다. 몇몇 영화는 정치적인 주제를 가지고 있고, 다른 영화는 어두운 톤, 복잡한 내부 신화를 가지고 있거나 외계인이나 다른 괴수가 등장하는 단순한 액션 영화인 반면, 다른 영화는 어린이가 접근할 수 있는 단순한 주제를 가지고 있다. 고지라의 역할은 순전히 파괴적인 힘부터 인간의 동맹자, 일본 가치의 수호자, 어린이의 영웅까지 다양하다. '고지라'라는 이름은 원래 일본 이름인 ゴジラ(고지라)를 로마자로 표기한 것이다. 이는 두 일본어 단어인 ゴリラ(고리라), 즉 "고릴라"와 クジラ(쿠지라), 즉 "고래"를 결합한 것이다. 이 단어는 고지라의 크기, 힘, 수생 기원을 암시한다. 도호가 개발한 이 괴수는 방사능과 고대 공룡과 유사한 생물이 결합된 파생물이며 파괴할 수 없고 특별한 힘을 가지고 있다.

## 작품

### 도호 영화
- 고지라 (1954년 영화)
- 고지라의 역습
- 킹콩 대 고지라
- 모스라 대 고지라
- 삼대 괴수 지구 최대의 결전
- 고질라 7 - 고질라 대 몬스터 제로
- 고질라 8 - 고질라 대 바다 괴물
- 고질라 9 - 고질라 2세
- 고질라 10
- 고질라 11 - 리벤지
- 고지라 대 헤도라
- 고질라 13 - 고질라 대 지간
- 고질라 14 - 고질라 대 메가론
- 고지라 대 메카고지라
- 고질라 16 - 메가고질라 대 고질라
- 고지라 (1984년 영화)
- 고질라 18 - 고질라 대 비올란테
- 고질라 19 - 고질라 대 킹기드라
- 고질라 20 - 고질라 대 모수라
- 고질라 21 - 고질라 대 메가고질라
- 고질라 22 - 고질라 대 우주 고질라
- 고지라 vs 디스트로이어
- 고지라 2000 밀레니엄
- 고질라 25 - 고지라 X 메가기라스 G 소멸 작전
- 고질라 모스라 킹기도라 대괴수총공격
- 고질라 - 고질라 X 메카고질라
- 고질라 - 고질라X모스라X메카고질라 도쿄 SOS
- 고질라 - 파이널 워즈
- 신 고질라
- 고질라: 괴수행성
- 고질라: 결전기동증식도시
- 고질라: 행성포식자
- 고지라-1.0

### 미국 영화
- 고질라 (1998년 영화)
- 고질라 (2014년 영화)
- 고질라: 킹 오브 몬스터
- 고질라 VS. 콩
- 고질라 X 콩: 뉴 엠파이어

### 지역화된 릴리스
- 고질라 3 - 괴수의 왕
- 킹콩 대 고지라
- 고질라 3 - 괴수의 왕
- 고질라 17 - 고질라 1985

## 같이 보기
- 고지라
- 가메라